# Акробатцеві
Акробатцеві (Acrobatidae) — невелика родина підряду Кускусовиді.

## Опис
Ці представники сумчастих мають невеликі розміри. Довжина тулуба — від 8 до 12 см, вага коливається від 14 до 53 г. Характерною їх відзнакою є хвіст, що нагадує перо. Як і інші летючі ссавці, Acrobatidae мають шкіряну мембрану, що з'єднує передню та задню ногу. Таким чином, вони мають здатність до ширяння на відстані до 25 метрів з дерева на дерево.

## Спосіб життя
Полюбляють ліси, особливо евкаліптові. Ведуть нічний спосіб життя. Харчуються нектаром квітів та термітами. Будують округлі кубла у листів дерев, зокрема евкаліптів.

## Розповсюдження
Мешкають на сході Австралії та на о.Нова Гвінея.
Родина представлена двома родами:
- Рід Acrobates — Акробатець чи Карликові перохвості летіги:
  - Вид Acrobates pygmaeus — Акробатець карликовий, розповсюджений на сході Австралії.
  - Вид Acrobates frontalis — відокремлений від A. pygmaeus на основі морфології
- Рід Distoechurus (Дістохурус) — Перохвості посуми, який представлений теж одним видом:
  - Вид Distoechurus pennatus (Дістохурус перохвостий) — Перохвостий посум, що живе у Новій Гвінеї.